# 久納好孚
久納 好孚（くのう こうふ、1921年1月15日 - 1944年10月21日）は、日本の海軍軍人。戦死による特進で最終階級は海軍少佐。未帰還になった神風特攻隊大和隊の隊長であり、特攻第一号とする主張がある。

## 生涯
1921年1月15日愛知県で生まれる。外地の大田中学校を経て、1942年9月法政大学専門部卒業。1942年9月第11期飛行予備学生。霞ヶ浦航空隊付。1943年8月予備少尉、徳島航空隊付。1943年12月265空付。1944年7月予備中尉、第二〇一海軍航空隊付。久納は法政大学在学時から羽田海軍予備航空団に在籍しており、他の予備学生の航空士官と比較して操縦技術はベテランの域に達していた。二〇一空は零式艦上戦闘機を爆戦として運用して敵艦隊を攻撃しようと計画し、副長玉井浅一中佐を中心として零戦による急降下爆撃の訓練を行っていた。久納は飛行長の鈴木宇三郎海軍大尉の下で、この爆戦の計画にも加わっており、9月22日には鈴木ら零戦十数機とアメリカ軍機動部隊への攻撃も行っている。鈴木は台湾沖航空戦中の10月13日中にも出撃したが航空機の故障で墜落、パラシュート降下して海上に漂ったまま行方不明となっている。その鈴木の後任として、爆戦による急降下爆撃の指揮、指導を期待されて飛行長となったのが海軍兵学校出身で艦上爆撃機操縦士の関行男大尉である。
艦上爆撃機操縦士で畑違いなうえ寡黙であった関と、学徒出身で世慣れし、気さくで将兵らにも人気があった久納はあわなかったようで、殆ど会話を交わすこともなかった。そんなある日に、久納は同じ予備士官の長門達中尉とともに、関から制裁と称して殴られている。その様子を見ていたのは、関と同じ愛媛県の出身で、数少ない関と親しかった整備兵永井一朗であったが、永井は士官が下士官や兵を制裁するのは見慣れていたものの、士官が士官を制裁しているのを見るのは初めてだったので驚いている。永井は後に、この頃関は体調を崩して訓練飛行することができず、実戦も経験して操縦技術にも秀でていた久納らに対して劣等感を感じて苛立っており、それがなにかのきっかけで爆発したのでは、と振り返っている。
1944年10月20日、第一航空艦隊は初の神風特別攻撃隊を編成。全体の指揮官には関が任ぜられた。
久納は、セブ島にて特攻隊を編制するよう指示を受けた201空飛行長の中島正少佐とマバラカット基地で合流。すでに特攻に志願していた神風特別攻撃隊大和隊の4名を含めた、合計8機の零戦に分乗してマバラカットを発ってセブ島に向かった。飛行場に着陸した中島は搭乗員と整備士全員の集合を命じて、必中必殺の体当り部隊｢神風特別攻撃隊｣が編成され、敷島隊・大和隊・朝日隊・山桜隊と命名され、自分が引き連れてきた4名はその志願者であることを説明し、｢私はセブ基地における特攻隊の編成を命じられて来た。志願する搭乗員は等級氏名を書き封筒に入れて密封し先任搭乗員を通じて私の所に届けよ｣｢家庭の事情によって志願出来ない者もいることと思う。飛行機の数は少ないので、志願できないものは正直に白紙を入れよ。私は誰にもこの内容を公表しない｣などと特攻への志願者を募った。
中島は特攻志願を募ったのちに、2階の作戦室兼寝室に入ったが、久納はすぐに中島の後を追って、作戦室の扉をノックして部屋に入るやいなや中島に、｢私が特攻隊から除外されることはないでしょうね？｣と尋ねた。中島は久納の物静かであるが心中に烈々たるものを秘めているという性格を知り尽くしており、必ず志願すると思っていたので｢君の乗る特攻機は、ちゃんとマバラカットから持ってきてるよ｣と答えると、久納はにっこりと笑って敬礼し、作戦室を退出していった。久納は法政大学在学時からピアノの演奏に秀でており、志願ののち、中島と久納は夕食をともにしたが、その際に久納はピアノを演奏している。久納の演奏を聴いていた他の士官たちは溢れる涙をおさえることができなかったという。久納は大学生出身の予備士官で兵学校出身者よりは気さくに下士官や兵士と付き合い、また操縦技術にも優れていたため人望も厚く、久納の志願はその後の下士官以下の特攻隊員の志願を後押しした。
10月21日朝、敵艦隊発見の報を受けて、敷島・朝日の二隊が9時にマバラカット西飛行場を発進した。久留米篤三特務大尉によれば、神風特攻隊兼敷島隊隊長の関が先に出撃してと聞いて久納は「なんで俺を最初に出してくれないんだ」と不平を言っていたという。
10月21日午後、セブ島にも｢敵機動部隊発見｣の報告があり、中島は即、大和隊に出撃を命令、整備員からは今までの経験則から40分で出撃準備が完了するとの報告があった。中島はその報告を聞くと出撃する久納らと航空図を見ながら打ち合わせを行っていたが、この日は整備士が迅速な作業をしたので、わずか10分で出撃準備が完了してしまった。中島は滑走路に爆装した零戦が整列している状況は危険と慌てたが、打ち合わせや注意事項の言い渡しが終わっていなかったので、端折ってこれを完了させ、いざ出撃と久納らが機体に乗り込もうとした矢先、アメリカ軍の艦載機が来襲してきた。201空は先日も｢ダバオ誤報事件｣のさいに同じセブ島で地上で多数の零戦を撃破されるという失態を演じていたが、約1ヶ月後も同様の失敗をして、地上に並べていた6機の零戦が撃破された。幸いにも搭載していた爆弾が誘爆することはなく、特攻隊員に死傷者が出なかったので、中島はただちに予備機による出撃を命じ、2機の爆装零戦と1機の護衛が準備された。爆装零戦に搭乗するのは久納と大坪一男一飛曹と決まった。出撃前、久納は中島に｢私は戦果を新聞やラジオで発表してもらうのが目当てで突入するのではありません。日本軍人として、天皇の為、国家の為、この身体がお役に立てば本望であります｣｢いまは飛行機が足らないときです。わざわざ直援機をつけるのはもったいない話です。どうか特攻機だけでやらせて下さい｣と直談判した。中島が護衛戦闘機は新聞やラジオが目的ではなく、作戦資料として実態を把握したいだけと説くと、次に久納は「零戦の機銃をはずして下さい。突入するのに機銃は不要です。はずせばそれだけ軽くなり、スピードも出ます。25番（250kg爆弾）を抱くと航続距離も短くなるから、機銃ははずした方がよいでしょ」と申し出し、それに中島が突入するまでは敵戦闘機に発見されたら空戦で切り抜けねばならないから機銃は外せないと説くなど、出撃直前まで押し問答をしている。出撃の時間となると久納は諦めて｢敵の空母が見つからぬときは、私はレイテ湾に突入します。レイテに行けば獲物に困ることはないでしょう｣と言い残し、16時25分に2機編隊で1機の護衛機を連れて出撃した。
途中で攻撃隊は天候に阻まれて、特攻の大坪機と護衛機はセブ島に帰還したが、隊長の久納は帰還せず行方不明となった。突入との打電もなかったが、出撃前に中島にレイテに向かうと誓っていたので、そのままレイテ湾に向かったと見なし、中島は｢本人の特攻に対する熱意と性情より判断し、不良なる天候を冒し克く敵を求め体当り攻撃を決行せるものと推定｣と報告した。この久納の未帰還をもって「特攻第1号」は関ではなく、久納好孚を未確認ながら第一号とする主張も戦後現れた。第一航空艦隊航空参謀・吉岡忠一中佐によれば「久納の出撃は天候が悪く到達できず、山か海に落ちたと想像するしかなかった」「編成の際に指揮官として関を指名した時から関が1号で、順番がどうであれそれに変わりはないと見るべき」という。軍令部部員・奥宮正武によれば、久納未帰還の発表が遅れたのは、生きていた場合のことを考えた連合艦隊航空参謀・淵田美津雄大佐の慎重な処置ではないかという。また、久納が予備学生であったことから予備学生軽視、海兵学校重視の処置とではないかとする意見に対し「当時は目標が空母で、帰還機もあり、空母も見ていない、米側も被害がないので1号とは言えなかった。10月27日に目標が拡大したことで長官が加えた」と話している。同盟通信の報道班員・小野田政によれば、201空副長・玉井浅一中佐から久納が新聞に書かれないことがかわいそうだから書いてくれと頼まれたという。玉井は人情家で、戦果がはっきりしないからという理由で久納が報道されないこと気にしていた。
この日の連合軍の損害はオーストラリア海軍の重巡洋艦｢オーストラリア｣が特攻により損傷し、「オーストラリア」はこの特攻でエミール・デシャニュー艦長とジョン・レイメント副官を含む30名が戦死するなど大きな損害を受けたが、これを久納の戦果という意見もある。しかし、｢オーストラリア｣が特攻を受けたのは早朝6：05とされており、久納の出撃時間より10時間も前で時間が前後する上、｢オーストラリア｣に突入したのは、陸軍航空隊第4航空軍隷下の第6飛行団の、特攻隊ではない通常攻撃隊の｢九九式襲撃機｣が被弾後に体当たりをして挙げた戦果とされている。なお陸軍初の特攻隊となる｢万朶隊｣と｢富嶽隊｣はこの時点では未だ内地にいて、フィリピンへ進出準備中であった。
1944年11月13日、久納は特攻戦死として全軍布告（布告第71号）され、少佐に二階級特進した。

## 演じた俳優
- 伊吹吾郎（『あゝ決戦航空隊』、1974年映画、監督：山下耕作）